# Budapesti általános iskolák listája
Az alábbi szócikk Budapest alapfokú oktatási intézményeinek listáját tartalmazza kerületenként. A gimnáziumként is működő általános iskolák zölddel vannak kiemelve.
| I.   | II.   | III. | IV. | V.   | VI.   | VII.   | VIII. | IX. | X.   | XI.   |
| XII. | XIII. | XIV. | XV. | XVI. | XVII. | XVIII. | XIX.  | XX. | XXI. | XXII. |

### I. kerület
| Kép | Név | Cím                                     | Építési idő | Tervező                             | Stílus      | Honlap                                                       | Megjegyzés | További képek a Wikimédia Commonson |
| --- | --- | --------------------------------------- | ----------- | ----------------------------------- | ----------- | ------------------------------------------------------------ | ---------- | ----------------------------------- |
|     | Budapest I. Kerületi Batthyány Lajos Általános Iskola                                                              | 1015 Budapest, Batthyány utca 8.        | 1893        | a fő- és székváros mérnöki hivatala | historizáló |                                                              |            |                                     |
|     | Budavári Általános Iskola                                                                                          | 1014 Budapest, Tárnok utca 9–11.        |             |                                     | modern      | Archiválva 2020. december 6-i dátummal a Wayback Machine-ben |            |                                     |
|     | Kodály Zoltán Magyar Kórusiskola Katolikus Általános Iskola, Gimnázium, Alapfokú Művészeti Iskola és Szakgimnázium | 1015 Budapest, Toldy Ferenc utca 28–30. | 1893–1894   | Tóth István                         | historizáló |                                                              |            |                                     |
|     | Lisznyai Utcai Általános Iskola                                                                                    | 1016 Budapest, Lisznyai utca 40–42.     |             |                                     |             |                                                              |            |                                     |
|     | Szent Gellért Katolikus Általános Iskola és Gimnázium                                                              | 1016 Budapest, Gellérthegy utca 7.      | 1883        |                                     | historizáló |                                                              |            |                                     |

### II. kerület
| Kép | Név                                                                                     | Cím                                        | Építési idő | Tervező           | Stílus             | Honlap          | Megjegyzés                                                          | További képek a Wikimédia Commonson |
| --- | --------------------------------------------------------------------------------------- | ------------------------------------------ | ----------- | ----------------- | ------------------ | --------------- | ------------------------------------------------------------------- | ----------------------------------- |
|     | Budapest British International Academy Angol Általános Iskola                           | 1025 Budapest, Berkenye utca 13–15.        |             |                   | modern             |                 |                                                                     |                                     |
|     | Babérliget Általános Iskola és Alapfokú Művészeti Iskola                                | 1021 Budapest, Tárogató út 2–4.            |             |                   | modern             |                 |                                                                     |                                     |
|     | Fürkész Innovatív Általános Iskola                                                      | 1021 Budapest, Tárogató út 2–4.            |             |                   | historizáló?       |                 |                                                                     |                                     |
|     | Újlaki Általános Iskola                                                                 | 1023 Budapest, Ürömi utca 64.              | XIX. sz.    |                   | historizáló        |                 |                                                                     |                                     |
|     | Rózsadombi Általános Iskola                                                             | 1025 Budapest, Törökvész út 67–69.         |             |                   | modern             |                 |                                                                     |                                     |
|     | Szabó Lőrinc Kéttannyelvű Általános Iskola és Gimnázium                                 | 1026 Budapest, Fenyves utca 1.             | 1961        |                   | modern             |                 |                                                                     |                                     |
|     | SEK Budapest Óvoda, Általános Iskola és Gimnázium                                       | 1021 Budapest, Hűvösvölgyi út 131.         |             |                   | modern             |                 |                                                                     |                                     |
|     | Szabó Magda Magyar–Angol Kéttannyelvű Általános Iskola                                  | 1026 Budapest, Gábor Áron utca 47.         |             |                   | modern             |                 |                                                                     |                                     |
|     | Remetekertvárosi Általános Iskola                                                       | 1028 Budapest, Máriaremetei út 71.         |             |                   | modern             |                 |                                                                     |                                     |
|     | Pitypang Utcai Általános Iskola                                                         | 1025 Budapest, Pitypang utca 17.           |             |                   | modern             |                 |                                                                     |                                     |
|     | Pesthidegkúti Waldorf Általános Iskola                                                  | 1028 Budapest, Kossuth Lajos utca 15–17.   |             |                   | modern             |                 |                                                                     |                                     |
|     | Palotás Gábor Általános Iskola                                                          | 1021 Budapest, Ötvös János utca 7.         |             |                   | modern             | [ halott link ] |                                                                     |                                     |
|     | Szent Angéla Ferences Általános Iskola és Gimnázium                                     | 1024 Budapest, Ady Endre utca 3.           | 1928        | Petrovácz Gyula   | újhistorizáló      |                 |                                                                     |                                     |
|     | Máriaremete-Hidegkúti Ökumenikus Általános Iskola                                       | 1028 Budapest, Községház utca 8–10.        |             |                   |                    | [ halott link ] |                                                                     |                                     |
|     | Kodály Zoltán Ének-zenei Általános Iskola, Gimnázium és Zenei Alapfokú Művészeti Iskola | 1022 Budapest, Marczibányi tér 1.          | 1912–1915   | Balázs Ernő       | népies szecessziós |                 | Épült Bárczy István kislakás- és iskolaépítési programja keretében. |                                     |
|     | Klebelsberg Kuno Általános Iskola és Gimnázium                                          | 1028 Budapest, Szabadság utca 23.          |             |                   | modern             |                 |                                                                     |                                     |
|     | Gustave Eiffel Francia Óvoda, Általános Iskola és Gimnázium                             | 1029 Budapest, Máriaremetei út 193–199.    |             |                   | modern             |                 |                                                                     |                                     |
|     | Fillér Utcai Általános Iskola                                                           | 1022 Budapest, Fillér utca 70–76.          |             |                   | modern             |                 |                                                                     |                                     |
|     | Csik Ferenc Általános Iskola és Gimnázium                                               | 1027 Budapest, Medve utca 5–7.             | 1875        | Máltás Hugó       | historizáló        |                 |                                                                     |                                     |
|     | Budenz József Általános Iskola és Gimnázium                                             | 1021 Budapest, Budenz út 20–22.            |             |                   | modern             | [ halott link ] |                                                                     |                                     |
|     | Baár–Madas Református Gimnázium, Általános Iskola és Kollégium                          | 1022 Budapest, Lorántffy Zsuzsanna utca 3. | 1929        | Medgyaszay István | népies szecessziós |                 |                                                                     |                                     |
|     | Áldás Utcai Általános Iskola                                                            | 1025 Budapest, Áldás utca 1.               | 1912        | Zrumeczky Dezső   | népies szecessziós |                 | Épült Bárczy István kislakás- és iskolaépítési programja keretében. |                                     |

### III. kerület
| Kép | Név | Cím                                      | Építési idő | Tervező         | Stílus       | Honlap | Megjegyzés                                                                   | További képek a Wikimédia Commonson |
| --- | --- | ---------------------------------------- | ----------- | --------------- | ------------ | ------ | ---------------------------------------------------------------------------- | ----------------------------------- |
|     | Csalogány Óvoda, Általános Iskola, Készségfejlesztő Iskola, Egységes Gyógypedagógiai Módszertani Intézmény, Kollégium és Gyermekotthon | 1032 Budapest, San Marco utca 69.        | 1901        | Hofhauser Antal | historizáló  |        | Az épület eredetileg gyógyíthatatlan betegek számára készült menedékhelynek. |                                     |
|     | Óbudai Szent Péter és Pál Szalézi Általános Iskola és Óvoda                                                                            | 1034 Budapest, Tímár u. 13/c.            |             |                 | historizáló  |        |                                                                              |                                     |
|     | MOA Magán Általános Iskola | 1031 Budapest, Kalászi u. 5.             |             |                 | modern       |        |                                                                              |                                     |
|     | Csillagház Általános Iskola és Egységes Gyógypedagógiai Módszertani Intézmény                                                          | 1038 Budapest, Ráby Mátyás u. 16.        |             |                 | modern       |        |                                                                              |                                     |
|     | British International School Budapest                                                                                                  | 1037 Budapest, Kiscelli köz 17.          |             |                 | modern       |        |                                                                              |                                     |
|     | Szent Miklós Óvoda, Általános Iskola, Egységes Gyógypedagógiai Módszertani Intézmény, Kollégium és Gyermekotthon                       | 1033 Budapest, Miklós tér 5.             |             |                 | historizáló  |        |                                                                              |                                     |
|     | Fővárosi Iskolaszanatórium Általános Iskola és Gimnázium                                                                               | 1033 Budapest, Szérűskert u. 40.         |             |                 |              |        |                                                                              |                                     |
|     | Óbudai Waldorf Általános Iskola, Gimnázium és Alapfokú Művészeti Iskola                                                                | 1037 Budapest, Bécsi út 375.             |             |                 | vernakuláris |        |                                                                              |                                     |
|     | Zipernowsky Károly Általános Iskola | 1039 Budapest, Zipernovszky Károly u. 3. |             |                 | modern       |        |                                                                              |                                     |
|     | Andor Ilona Ének-Zenei Általános és Alapfokú Művészeti Iskola                                                                          | 1036 Budapest, Mókus u. 2.               |             |                 | modern       |        |                                                                              |                                     |
|     | Szent József Katolikus Óvoda, Általános Iskola és Gimnázium                                                                            | 1038 Budapest, Templom u. 5.             |             |                 | historizáló  |        |                                                                              |                                     |
|     | Bárczi Géza Általános Iskola | 1039 Budapest, Bárczi Géza u. 2.         |             |                 | modern       |        |                                                                              |                                     |
|     | Óbudai Nagy László Magyar-Angol Két Tanítási Nyelvű Általános Iskola                                                                   | 1035 Budapest, Váradi u. 15/b.           |             |                 | modern       |        |                                                                              |                                     |
|     | Pais Dezső Általános Iskola | 1038 Budapest, Pais Dezső u. 1-3.        |             |                 | modern       |        |                                                                              |                                     |
|     | Óvoda, Általános Iskola, Egységes Gyógypedagógiai Módszertani Intézmény                                                                | 1035 Budapest, Szellő u. 9-11.           |             |                 | modern       |        |                                                                              |                                     |
|     | Óbudai Harrer Pál Általános Iskola | 1033 Budapest, Harrer Pál u. 7.          |             |                 | modern       |        |                                                                              |                                     |
|     | Krúdy Gyula Angol-Magyar Két Tanítási Nyelvű Általános Iskola                                                                          | 1037 Budapest, Gyógyszergyár u. 22-24.   | 1988        |                 | modern       |        |                                                                              |                                     |
|     | Dr. Béres József Általános Iskola | 1031 Budapest, Keve u. 41.               |             |                 | historizáló  |        |                                                                              |                                     |
|     | Kerék Általános Iskola és Gimnázium | 1035 Budapest, Kerék u. 18-20.           |             |                 | modern       |        |                                                                              |                                     |
|     | Óbudai II. Rákóczi Ferenc Általános Iskola                                                                                             | 1037 Budapest, Erdőalja út 5.            |             |                 | modern       |        |                                                                              |                                     |
|     | Fodros Általános Iskola | 1039 Budapest, Fodros u. 38.             |             |                 | modern       |        |                                                                              |                                     |
|     | Első Óbudai Általános Iskola | 1033 Budapest, Vörösvári út 93.          | 1902        |                 | historizáló  |        |                                                                              |                                     |
|     | Dr. Szent-Györgyi Albert Általános Iskola                                                                                              | 1033 Budapest, Szérűskert u. 40.         |             |                 | modern       |        |                                                                              |                                     |
|     | Csillaghegyi Általános Iskola | 1038 Budapest, Dózsa György u. 42.       |             |                 | modern       |        |                                                                              |                                     |
|     | Aquincum Angol-Magyar Két Tanítási Nyelvű Általános Iskola                                                                             | 1031 Budapest, Arató Emil tér 1.         |             |                 | modern       |        |                                                                              |                                     |
|     | Laborc Általános Iskola | 1035 Budapest, Vihar u. 31.              |             |                 | modern       |        |                                                                              |                                     |
|     | Medgyessy Ferenc Utcai Általános Iskola                                                                                                | 1039 Budapest, Medgyessy Ferenc u. 2.    |             |                 | modern       |        |                                                                              |                                     |

### IV. kerület
| Kép | Név                                                                                                  | Cím                                   | Építési idő | Tervező                                | Stílus      | Honlap | Megjegyzés | További képek a Wikimédia Commonson |
| --- | --- | ------------------------------------- | ----------- | -------------------------------------- | ----------- | ------ | ---------- | ----------------------------------- |
|     | Csillagberek Waldorf Általános Iskola és Alapfokú Művészeti Iskola                                   | 1042 Budapest, Árpád út 161-163.      |             |                                        | modern      |        |            |                                     |
|     | Pécsi Sebestyén Ének-Zenei Általános Iskola és Alapfokú Művészeti Iskola                             | 1041 Budapest, Lőrinc u. 35-37.       |             |                                        | historizáló |        |            |                                     |
|     | Bene Ferenc Általános Iskola                                                                         | 1043 Budapest, Munkásotthon u. 3.     |             |                                        | modern      |        |            |                                     |
|     | Szűcs Sándor Általános Iskola                                                                        | 1044 Budapest, Ugró Gyula sor 1-3.    |             |                                        | modern      |        |            |                                     |
|     | Szigeti József Utcai Általános Iskola                                                                | 1041 Budapest, Szigeti József u. 1-3. |             |                                        | modern      |        |            |                                     |
|     | Szent János Apostol Katolikus Általános Iskola És Óvoda                                              | 1043 Budapest, Tanoda tér 6.          | 1902        | Baumgarten Sándor és Herczegh Zsigmond | szecessziós |        |            |                                     |
|     | Halassy Olivér Német Nyelvet Emelt Szinten Oktató Általános Iskola És Nyelvoktató Nemzetiségi Iskola | 1045 Budapest, Pozsonyi u. 3.         |             |                                        | modern      |        |            |                                     |
|     | Megyeri Úti Általános Iskola                                                                         | 1044 Budapest, Megyeri út 20.         |             |                                        |             |        |            |                                     |
|     | Bródy Imre Gimnázium és Általános Iskola                                                             | 1047 Budapest, Langlet Waldemár u. 3. | 1902        | Baumgarten Sándor és Herczegh Zsigmond | historizáló |        |            |                                     |
|     | Károlyi István Általános Iskola és Gimnázium                                                         | 1041 Budapest, Erzsébet u. 69.        |             |                                        | modern      |        |            |                                     |
|     | Karinthy Frigyes Magyar-Angol Két Tanítási Nyelvű Általános Iskola                                   | 1048 Budapest, Hajló u. 2-8.          | 1985        |                                        | modern      |        |            |                                     |
|     | Homoktövis Általános Iskola                                                                          | 1048 Budapest, Homoktövis utca 100.   |             |                                        | modern      |        |            |                                     |
|     | Lázár Ervin Általános Iskola                                                                         | 1043 Budapest, Erzsébet u. 31.        |             |                                        | modern      |        |            |                                     |
|     | Újpesti Speciális Általános Iskola és Egységes Gyógypedagógiai Intézmény                             | 1041 Budapest, Venetianer u. 26.      |             |                                        | modern      |        |            |                                     |
|     | Csokonai Vitéz Mihály Általános Iskola és Gimnázium                                                  | 1048 Budapest, Bőrfestő u. 5-9.       |             |                                        | modern      |        |            |                                     |
|     | Benkő István Református Általános Iskola és Gimnázium                                                | 1043 Budapest, Nyár u. 4.             |             |                                        | modern      |        |            |                                     |
|     | Bajza József Általános Iskola                                                                        | 1046 Budapest, Bajza József u. 2.     |             |                                        | modern      |        |            |                                     |
|     | Angol Nyelvet Emelt Szinten Oktató Általános Iskola                                                  | 1046 Budapest, Fóti út 66.            |             |                                        | modern      |        |            |                                     |

### V. kerület
| Kép | Név                                                                             | Cím                                               | Építési idő                     | Tervező                              | Stílus       | Honlap | Megjegyzés                                                                                 | További képek a Wikimédia Commonson |  |
| --- | ------------------------------------------------------------------------------- | ------------------------------------------------- | ------------------------------- | ------------------------------------ | ------------ | ------ | ------------------------------------------------------------------------------------------ | ----------------------------------- |  |
|     |                                                                                 | ELTE Gyertyánffy István Gyakorló Általános Iskola | 1053 Budapest, Egyetem tér 1–3. |                                      |              |        |                                                                                            |                                     |  |
|     | Váci Utcai Ének-zenei Általános Iskola                                          | 1056 Budapest, Váci u 43.                         | 1883                            | Kernstock Károly és Kernstock József | eklektikus   |        |                                                                                            |                                     |  |
|     | Szemere Bertalan Általános Iskola                                               | 1054 Budapest, Szemere u. 3.                      | 1888                            | Állami Építészeti Hivatal            | historizáló  |        | A Szent István Magyar-Angol Két Tanítási Nyelvű Általános Iskolával egy épületben működik. |                                     |  |
|     | Szent István Magyar-Angol Két Tanítási Nyelvű Általános Iskola                  | 1054 Budapest, Szemere u. 3.                      | 1888                            | Állami Építészeti Hivatal            | historizáló  |        | A Szemere Bertalan Általános Iskolával egy épületben működik.                              |                                     |  |
|     | Hild József Általános Iskola                                                    | 1051 Budapest, Nádor u. 12.                       | 1834                            | Hild József                          | klasszicista |        |                                                                                            |                                     |  |
|     | Budapesti Ward Mária Általános Iskola, Gimnázium és Zeneművészeti Szakgimnázium | 1056 Budapest, Irányi u. 3.                       | 1891–1892                       | Kauser József                        | historizáló  |        |                                                                                            |                                     |  |

### VI. kerület
| Kép | Név | Cím                                   | Építési idő | Tervező                       | Stílus            | Honlap | Megjegyzés                                  | További képek a Wikimédia Commonson |
| --- | --- | ------------------------------------- | ----------- | ----------------------------- | ----------------- | ------ | ------------------------------------------- | ----------------------------------- |
|     | Kalyi Jag Roma Nemzetiségi Általános Iskola, Gimnázium, Szakgimnázium, Szakközépiskola, Alapfokú Művészeti Iskola és Felnőttoktatási Intézmény | 1062 Budapest, Bajza u. 53.           |             |                               | historizáló       |        |                                             |                                     |
|     | Diákszempont Általános Iskola és Gimnázium | 1066 Budapest, Lovag u. 9-11.         |             |                               | historizáló       |        |                                             |                                     |
|     | Erkel Ferenc Általános Iskola | 1068 Budapest, Felső erdősor 20.      | 1874        | Feszl Frigyes és Feszl László | historizáló       |        |                                             |                                     |
|     | Vörösmarty Mihály Általános Iskola | 1064 Budapest, Vörösmarty utca 49-51. | 1909        |                               | historizáló       |        |                                             |                                     |
|     | Terézvárosi Magyar-Angol, Magyar-Német Két Tannyelvű Általános Iskola                                                                          | 1065 Budapest, Szent Teréz utca 4.    |             |                               | historizáló       |        |                                             |                                     |
|     | Hriszto Botev Bolgár–Magyar Általános Iskola és Gimnázium                                                                                      | 1062 Budapest, Bajza u. 44.           | 1899        | Bálint Zoltán, Jámbor Lajos   | historizáló       |        | A Baruch-háznak nevezett épületben működik. |                                     |
|     | Derkovits Gyula Általános Iskola | 1068 Budapest, Városligeti fasor 4.   | 1895        | Hudetz Antal                  | neobarokk         |        | Korábban Spitz-nyaraló.                     |                                     |
|     | Bajza Utcai Általános Iskola | 1062 Budapest, Bajza u. 49-51.        | 1914-1916   | Ray Rezső Vilmos              | népies szecesszió |        |                                             |                                     |

### VII. kerület
| Kép | Név                                                                                         | Cím                                   | Építési idő | Tervező                     | Stílus                   | Honlap | Megjegyzés                                                                                   | További képek a Wikimédia Commonson |
| --- | ------------------------------------------------------------------------------------------- | ------------------------------------- | ----------- | --------------------------- | ------------------------ | ------ | -------------------------------------------------------------------------------------------- | ----------------------------------- |
|     | Wesselényi Utcai Bölcsőde, Óvoda, Általános Iskola és Gimnázium                             | 1075 Budapest, Wesselényi u. 44.      | 1896        | Freund Vilmos               | historizáló              |        |                                                                                              |                                     |
|     | Bét Menachem Héber Magyar Két tannyelvű Általános iskola                                    | 1074 Budapest, Dohány u. 32.          | 1892        | Feszl László és Máltás Hugó | historizáló              |        |                                                                                              |                                     |
|     | Nikola Tesla Szerb Tanítási Nyelvű Óvoda, Általános Iskola, Gimnázium és Kollégium          | 1074 Budapest, Rózsák tere 6-7.       | 1875-1876   | Pucher József               | historizáló              |        |                                                                                              |                                     |
|     | Erzsébetvárosi Magyar-Angol Két Tanítási Nyelvű Általános Iskola és Művészeti Szakgimnázium | 1074 Budapest, Dob utca 85.           | 1905-1906   | Hegedűs Ármin               | magyaros szecessziós     |        | Egyik oktatási helyszín.                                                                     |                                     |
|     | Erzsébetvárosi Kéttannyelvű Általános Iskola, Szakgimnázium és Szakközépiskola              | 1073 Budapest, Kertész u. 30.         | 1910        | Szörényi-Reischl Gusztáv    | premodern                |        | Másik oktatási helyszín. Épült Bárczy István kislakás- és iskolaépítési programja keretében. |                                     |
|     | Julianna Református Általános Iskola                                                        | 1071 Budapest, Rottenbiller u. 43.    | 1893        | Kommer József               | historizáló              |        | A telek belsejében fekvő épület 1926-ban épült.                                              |                                     |
|     | ELTE Bárczi Gusztáv Gyakorló Általános Iskola                                               | 1071 Budapest, Damjanich u. 41-43.    | 1975-1981   |                             | modern                   |        |                                                                                              |                                     |
|     | Baross Gábor Általános Iskola                                                               | 1078 Budapest, Hernád u. 42.          | 1910 k.     | Kismarty-Lechner Jenő       | pártázatos neoreneszánsz |        | Épült Bárczy István kislakás- és iskolaépítési programja keretében.                          |                                     |
|     | Alsóerdősori Bárdos Lajos Általános Iskola és Gimnázium                                     | 1074 Budapest, Alsó erdősor u. 14-16. | 1965 ?      |                             | modern                   |        |                                                                                              |                                     |

### VIII. kerület
| Kép | Név                                                                             | Cím                                  | Építési idő  | Tervező                       | Stílus             | Honlap | Megjegyzés                                                                             | További képek a Wikimédia Commonson |
| --- | ------------------------------------------------------------------------------- | ------------------------------------ | ------------ | ----------------------------- | ------------------ | ------ | -------------------------------------------------------------------------------------- | ----------------------------------- |
|     | Deák Diák Ének-zenei Általános Iskola és Gimnázium                              | 1081 Budapest, II. János Pál tér 4.  | 1911-1912    | Iváncsó István és Orczy Gyula | népies szecessziós |        | Épült Bárczy István kislakás- és iskolaépítési programja keretében.                    |                                     |
|     | Lakatos Menyhért Általános Iskola és Gimnázium                                  | 1086 Budapest, Bauer Sándor u. 6-8.  | 1900 k.      |                               | historizáló        |        | A Deák Diák Ének-zenei Általános Iskola és Gimnázium Bauer Sándor utcai Tagintézménye. |                                     |
|     | Németh László Általános Iskola                                                  | 1084 Budapest, Német utca 14.        | 1895-1897    | Szilvási Pál                  | historizáló        |        |                                                                                        |                                     |
|     | Wesley János Óvoda, Általános Iskola és Szakiskola                              | 1086 Budapest, Dankó utca 11.        |              |                               | historizáló        |        |                                                                                        |                                     |
|     | Vajda Péter Ének-zenei Általános és Sportiskola                                 | 1089 Budapest, Vajda Péter u. 25-31. | 1913-1924    | Lechner Ödönés Reichl Kálmán  | premodern          |        |                                                                                        |                                     |
|     | Molnár Ferenc Magyar-Angol Két Tanítási Nyelvű Általános Iskola                 | 1085 Budapest, Somogyi Béla u. 9-15. | 1900 k.      |                               | historizáló        |        |                                                                                        |                                     |
|     | Losonci Téri Általános Iskola                                                   | 1083 Budapest, Losonci tér 1.        | 1970-es évek |                               | modern             |        |                                                                                        |                                     |
|     | Józsefvárosi Egységes Gyógypedagógiai Módszertani Intézmény és Általános Iskola | 1084 Budapest, Tolnai Lajos u. 11.   |              |                               | modern             |        |                                                                                        |                                     |
|     | Budapesti Fazekas Mihály Gyakorló Általános Iskola és Gimnázium                 | 1082 Budapest, Horváth Mihály tér 8. | 1911-1912    | Almási Balogh Loránd          | népies szecessziós |        | Épült Bárczy István kislakás- és iskolaépítési programja keretében.                    |                                     |
|     | Budapesti Bárczi Gusztáv Óvoda, Általános Iskola és Készségfejlesztő Iskola     | 1082 Budapest, Üllői út 76.          |              |                               | modern             |        |                                                                                        |                                     |
|     | Autizmus Alapítvány Általános Iskolája                                          | 1089 Budapest, Delej u. 24-26.       |              |                               | historizáló        |        |                                                                                        |                                     |

### IX. kerület
| Kép | Név | Cím                              | Építési idő          | Tervező         | Stílus      | Honlap | Megjegyzés                                                                       | További képek a Wikimédia Commonson |
| --- | --- | -------------------------------- | -------------------- | --------------- | ----------- | ------ | -------------------------------------------------------------------------------- | ----------------------------------- |
|     | Zöld Kakas Líceum Mentálhigiénés Szakgimnázium, Gimnázium és Általános Iskola                              | 1091 Budapest, Hurok u. 11.      |                      |                 | modern      |        |                                                                                  |                                     |
|     | Ferencvárosi Ádám Jenő Zenei Alapfokú Művészeti Iskola                                                     | 1092 Budapest, Köztelek u. 8.    | 1905                 | Czigler Győző   | historizáló |        | Az épület eredetileg az Országos Magyar Gazdasági Egyesület új székháza volt.    |                                     |
|     | Dió Általános Iskola, Készségfejlesztő Iskola, Egységes Gyógypedagógiai Módszertani Intézmény és Kollégium | 1098 Budapest, Friss u. 2.       |                      |                 | modern      |        |                                                                                  |                                     |
|     | Weöres Sándor Általános Iskola és Gimnázium                                                                | 1098 Budapest, Toronyház u. 21.  |                      |                 | modern      |        |                                                                                  |                                     |
|     | Ferencvárosi Sport Általános Iskola és Gimnázium                                                           | 1096 Budapest, Telepy utca 17.   | 1898                 |                 | historizáló |        |                                                                                  |                                     |
|     | Szent-Györgyi Albert Általános Iskola és Gimnázium                                                         | 1093 Budapest, Lónyay u. 4/c-8.  | 1887–1888            | Kauser József   | historizáló |        |                                                                                  |                                     |
|     | Patrona Hungariae Óvoda, Általános Iskola, Gimnázium, Kollégium és Alapfokú Művészeti Iskola               | 1092 Budapest, Knézits u. 3-13.  | 19. sz.              |                 | historizáló |        |                                                                                  |                                     |
|     | Molnár Ferenc Kéttannyelvű Általános Iskola                                                                | 1095 Budapest, Mester u. 19.     | 1902                 |                 | historizáló |        |                                                                                  |                                     |
|     | Kőrösi Csoma Sándor Kéttannyelvű Általános Iskola                                                          | 1091 Budapest, Ifjúmunkás u. 13. | 20. sz. második fele |                 | modern      |        |                                                                                  |                                     |
|     | Kosztolányi Dezső Általános Iskola                                                                         | 1091 Budapest, Ifjúmunkás u. 1.  | 20. sz. második fele |                 | modern      |        |                                                                                  |                                     |
|     | József Attila Általános Iskola és Alapfokú Művészeti Iskola                                                | 1095 Budapest, Mester u. 67.     | 1910                 | Pártos Gyula    | historizáló |        | Épült Bárczy István kislakás- és iskolaépítési programja keretében.              |                                     |
|     | Ferencvárosi Komplex Óvoda, Általános Iskola és Egységes Gyógypedagógiai Módszertani Intézmény             | 1095 Budapest, Gát utca 2-6.     | 1903                 | Hofhauser Antal | neoromán    |        | Eredetileg apácazárdának épült. Egybeépült vele a Kaniziusz Szent Péter-templom. |                                     |
|     | Bakáts téri Ének-Zenei Általános Iskola                                                                    | 1092 Budapest, Bakáts tér 12.    | 1838                 |                 | historizáló |        | 1859-ben Hild József átalakította.                                               |                                     |

### X. kerület
| Kép | Név | Cím                                 | Építési idő  | Tervező                       | Stílus      | Honlap | Megjegyzés                                                                 | További képek a Wikimédia Commonson |
| --- | --- | ----------------------------------- | ------------ | ----------------------------- | ----------- | ------ | -------------------------------------------------------------------------- | ----------------------------------- |
|     | Kroó György Zene- és Képzőművészeti Kőbányai Alapfokú Művészeti Iskola                                              | 1102 Budapest, Szent László tér 34. | 1873         | Feszl Frigyes és Feszl László | historizáló |        | 1892-ben Schwendtner József és Hofbauer János tervei alapján bővítették.   |                                     |
|     | Széchenyi István Két Tanítási Nyelvű Általános Iskola                                                               | 1108 Budapest, Újhegyi stny. 1-3.   |              |                               | modern      |        |                                                                            |                                     |
|     | Bornemisza Péter Gimnázium                                                                                          | 1107 Budapest, Száva u. 1.          | 1960-as évek |                               | modern      |        | Az iskolának van Budapest XVI. kerületi telephelye is (Újszász utca 45/b). |                                     |
|     | Harmat Általános Iskola                                                                                             | 1104 Budapest, Harmat u. 88.        |              |                               | modern      |        |                                                                            |                                     |
|     | Éltes Mátyás Általános Iskola és Kollégium                                                                          | 1108 Budapest, Újhegyi stny. 9-11.  |              |                               | modern      |        |                                                                            |                                     |
|     | Kőbányai Komplex Óvoda, Általános Iskola, Készségfejlesztő Iskola és Egységes Gyógypedagógiai Módszertani Intézmény | 1107 Budapest, Gém utca 5-7.        |              |                               | modern      |        |                                                                            |                                     |
|     | Kada Mihály Általános Iskola                                                                                        | 1103 Budapest, Kada utca 27-29.     | 1881         |                               | historizáló |        |                                                                            |                                     |
|     | Kőbányai Fekete István Általános Iskola                                                                             | 1108 Budapest, Harmat u. 196.       |              |                               | modern      |        |                                                                            |                                     |
|     | Szervátiusz Jenő Általános Iskola                                                                                   | 1101 Budapest, Kőbányai út 38.      |              |                               | modern      |        |                                                                            |                                     |
|     | Kőbányai Szent László Általános Iskola                                                                              | 1102 Budapest, Szent László tér 1.  | 1911 k.      | Szabó Gyula                   | historizáló |        | Épült Bárczy István kislakás- és iskolaépítési programja keretében.        |                                     |
|     | Kőbányai Kertvárosi Általános Iskola                                                                                | 1106 Budapest, Jászberényi út 89.   |              |                               | modern      |        |                                                                            |                                     |
|     | Keresztury Dezső Általános Iskola                                                                                   | 1106 Budapest, Keresztúri út 7-9.   |              |                               | modern      |        |                                                                            |                                     |
|     | Janikovszky Éva Magyar – Angol Két Tanítási Nyelvű Általános Iskola                                                 | 1105 Budapest, Kápolna tér 4.       |              |                               | historizáló |        |                                                                            |                                     |
|     | Bem József Általános Iskola                                                                                         | 1101 Budapest, Hungária krt. 5-7.   |              |                               | modern      |        |                                                                            |                                     |
|     | Kőbányai Csukás István Magyar-Angol Két Tanítási Nyelvű Általános Iskola                                            | 1101 Budapest, Üllői út 118.        | 1929         | Lavotta Gyula                 | modern      |        |                                                                            |                                     |
|     | Pannonhalmi Béla Baptista Általános Iskola                                                                          | 1103 Budapest, Kőér u. 7/b-9.       |              |                               | szecessziós |        |                                                                            |                                     |
|     | Keleti István Alapfokú Művészeti Iskola és Művészeti Szakgimnázium                                                  | 1106 Budapest, Fehér út 10.         |              |                               | modern      |        |                                                                            |                                     |

### XI. kerület
| Kép | Név | Cím                                     | Építési idő | Tervező                           | Stílus      | Honlap | Megjegyzés | További képek a Wikimédia Commonson |
| --- | --- | --------------------------------------- | ----------- | --------------------------------- | ----------- | ------ | ---------- | ----------------------------------- |
|     | Mozgássérültek Pető András Nevelőképző- és Nevelőintézete Gyakorló Óvodája, Általános Iskolája és Kollégiuma, Konduktív Pedagógiai Szak- és Szakmai Szolgáltató Intézménye (Konduktív Gyakorló Általános Iskola) | 1118 Budapest, Villányi út 67.          |             |                                   | modern      |        |            |                                     |
|     | Új Budai Alma Mater Általános Iskola | 1112 Budapest, Muskétás utca 1.         |             |                                   | modern      |        |            |                                     |
|     | International School of Budapest | 1117 Budapest, Budafoki út 97-103.      |             |                                   | modern      |        |            |                                     |
|     | Humánus Alapítványi Általános Iskola | 1114 Budapest, Kanizsai u. 6.           |             |                                   | modern      |        |            |                                     |
|     | Waldorf Általános Iskola és Alapfokú Művészetoktatási Intézmény | 1112 Budapest, Repülőtéri út 6.         |             |                                   | modern      |        |            |                                     |
|     | Vadaskert Általános Iskola | 1119 Budapest, Rátz László u. 3-7.      |             |                                   | historizáló |        |            |                                     |
|     | Újbudai Teleki Blanka Általános Iskola | 1119 Budapest, Bikszádi u. 61-63.       |             |                                   | modern      |        |            |                                     |
|     | Talento-Ház Alapítványi Óvoda, Általános Iskola és Alapfokú Művészeti Iskola | 1119 Budapest, Rátz László u. 4.        |             |                                   | modern      |        |            |                                     |
|     | Újbudai Petőfi Sándor Általános Iskola | 1116 Budapest, Kiskőrös u. 1.           |             |                                   | modern      |        |            |                                     |
|     | Őrmezei Általános Iskola | 1112 Budapest, Menyecske u. 2.          |             |                                   | modern      |        |            |                                     |
|     | Újbudai Montágh Imre Általános Iskola, Óvoda, Fejlesztő Nevelés-oktatást Végző Iskola, Készségfejlesztő Iskola és Egységes Gyógypedagógiai Módszertani Intézmény                                                 | 1119 Budapest, Fogócska u. 4.           |             |                                   | modern      |        |            |                                     |
|     | Lágymányosi Bárdos Lajos Két Tanítási Nyelvű Általános Iskola | Budapest, Baranyai u. 16-18, 1117       |             |                                   | modern      |        |            |                                     |
|     | Kelenvölgyi Általános Iskola | 1116 Budapest, Kecskeméti József u. 14. |             |                                   | modern      |        |            |                                     |
|     | PUZZLE Óvoda és Általános Iskola | 1112 Budapest, Kamaraerdei út 12.       |             |                                   | modern      |        |            |                                     |
|     | Gazdagrét - Törökugrató Általános Iskola | 1118 Budapest, Törökugrató u. 15.       |             |                                   | modern      |        |            |                                     |
|     | Gazdagrét - Csíkihegyek Általános Iskola | 1118 Budapest, Csikihegyek utca 13-15.  |             |                                   | modern      |        |            |                                     |
|     | Újbudai Gárdonyi Géza Általános Iskola | 1114 Budapest, Bartók Béla út 27.       | 1904        | építőmester: Landherr Gyula       | historizáló |        |            |                                     |
|     | Farkasréti Általános Iskola | 1112 Budapest, Érdi út 2.               | 1996-1998   |                                   | modern      |        |            |                                     |
|     | Domokos Pál Péter Általános Iskola | 1119 Budapest, Sopron út 50.            |             |                                   | modern      |        |            |                                     |
|     | Carl Rogers Személyközpontú Óvoda és Általános Iskola | 1113 Budapest, Aga u. 10.               |             |                                   | modern      |        |            |                                     |
|     | Budapest Főváros Önkormányzatának Kossuth Lajos Gyermekotthona és Általános Iskolája | 1112 Budapest, Menyecske u. 16.         |             |                                   | modern      |        |            |                                     |
|     | Újbudai Grosics Gyula Sport Általános Iskola | 1119 Budapest, Bikszádi u. 11-15.       |             |                                   | modern      |        |            |                                     |
|     | Újbudai Bocskai István Általános Iskola | 1113 Budapest, Bocskai út 47-49.        |             |                                   | modern      |        |            |                                     |
|     | Keveháza Utcai Általános Iskola | 1115 Budapest, Keveháza u. 2.           | 1967 ?      |                                   | modern      |        |            |                                     |
|     | Albertfalvi Don Bosco Katolikus Általános Iskola és Óvoda | 1116 Budapest, Albertfalva u. 9.        |             |                                   | modern      |        |            |                                     |
|     | Újbudai Ádám Jenő Általános Iskola | 1118 Budapest, Köbölkút u. 27.          |             |                                   | modern      |        |            |                                     |
|     | Szent II. János Pál Iskolaközpont | 1116 Budapest, Mezőkövesd út 10.        |             |                                   | modern      |        |            |                                     |
|     | Bethlen Gábor Általános Iskola és Gimnázium | 1115 Budapest, Bartók Béla út 141.      | 1935        | Sárkány István és Menyhért Miklós | modern      |        |            |                                     |

### XII. kerület
| Kép | Név                                                                                                  | Cím                                          | Építési idő | Tervező                     | Stílus               | Honlap | Megjegyzés                                                          | További képek a Wikimédia Commonson |
| --- | --- | -------------------------------------------- | ----------- | --------------------------- | -------------------- | ------ | ------------------------------------------------------------------- | ----------------------------------- |
|     | Rózsaház Gyógypedagógiai Waldorf Általános Iskola és Alapfokú Művészeti Iskola                       | 1121 Budapest, Mátyás király út 53/b.        |             |                             | modern               |        |                                                                     |                                     |
|     | Budapest British International School Angol Általános Iskola                                         | 1125 Budapest, Zsolna utca 4.                |             |                             | modern               |        |                                                                     |                                     |
|     | Sashegyi Arany János Általános Iskola és Gimnázium                                                   | 1124 Budapest, Meredek u. 1.                 | 1930        | Szörényi-Reischl Gusztáv    | historizáló          |        |                                                                     |                                     |
|     | Zugligeti Általános Iskola                                                                           | 1121 Budapest, Zugligeti út 113.             |             |                             | historizáló          |        |                                                                     |                                     |
|     | Magyarországi Japán Nagykövetséghez Tartozó Budapesti Japán Iskola                                   | 1125 Budapest, Virányos út 48.               |             |                             | modern               |        |                                                                     |                                     |
|     | Vakok Batthyány László Római Katolikus Gyermekotthona, Óvoda, Általános Iskola                       | Budapest, Mátyás király út 29, 1121          |             |                             | modern               |        |                                                                     |                                     |
|     | A Budapesti Német Iskola – Thomas Mann Gimnázium                                                     | 1121 Budapest, Cinege út 8/c.                |             |                             | modern               |        |                                                                     |                                     |
|     | Tamási Áron Általános Iskola és Német Két Tannyelvű Nemzetiségi Gimnázium                            | 1124 Budapest, Mártonhegyi út 34.            |             |                             | modern               |        |                                                                     |                                     |
|     | Testnevelési Egyetem Gyakorló Sportiskolai Általános Iskola és Gimnázium                             | 1125 Budapest, Diana u. 35-37.               |             |                             | modern               |        |                                                                     |                                     |
|     | Pannonia Sacra Katolikus Általános Iskola                                                            | 1122 Budapest, Csaba u. 16/c.                | 1885        |                             | historizáló          |        |                                                                     |                                     |
|     | Osztrák-Magyar Európaiskola                                                                          | 1126 Budapest, Istenhegyi út 32.             |             |                             | modern               |        |                                                                     |                                     |
|     | Németvölgyi Általános Iskola                                                                         | 1126 Budapest, Németvölgyi út                |             |                             | modern               |        |                                                                     |                                     |
|     | Virányos Általános Iskola                                                                            | 1125 Budapest, Virányos út 48.               |             |                             | modern               |        |                                                                     |                                     |
|     | Lauder Javne Zsidó Közösségi Óvoda, Általános Iskola, Középiskola és Zenei Alapfokú Művészeti Iskola | 1121 Budapest, Budakeszi út 48.              |             |                             | modern               |        |                                                                     |                                     |
|     | Városmajori Kós Károly Általános Iskola                                                              | 1122 Budapest, Városmajor u. 59.             | 1910-1912   | Kós Károly és Györgyi Dénes | népies szecessziós   |        | Épült Bárczy István kislakás- és iskolaépítési programja keretében. |                                     |
|     | Svábhegyi Jókai Mór Általános Iskola és Német Nemzetiségi Általános Iskola                           | 1125 Budapest, Diana u. 4.                   | 1902-1903   | Orbán Jenő                  | magyaros szecessziós |        |                                                                     |                                     |
|     | Greater Grace Nemzetközi Óvoda, Általános Iskola és Gimnázium                                        | 1125 Budapest, Szilágyi Erzsébet fasor 22/b. |             |                             | modern               |        |                                                                     |                                     |
|     | Fekete István Általános Iskola és Előkészítő Szakiskola                                              | 1126 Budapest, Orbánhegyi út 7.              |             |                             | modern               |        |                                                                     |                                     |
|     | Nyitott Világ Fejlesztő Iskola                                                                       | 1125 Budapest, Diós árok 40.                 |             |                             | modern               |        |                                                                     |                                     |
|     | Britannica International School Budapest                                                             | 1121 Budapest, Kakukk út 1–3.                |             |                             | modern               |        |                                                                     |                                     |
|     | Gennaro Verolino Általános Iskola, Készségfejlesztő Iskola és Kollégium                              | 1121 Budapest, Hegyhát út 19.                |             |                             | modern               |        |                                                                     |                                     |

### XIII. kerület
| Kép | Név | Cím                                      | Építési idő | Tervező                      | Stílus      | Honlap | Megjegyzés | További képek a Wikimédia Commonson |
| --- | --- | ---------------------------------------- | ----------- | ---------------------------- | ----------- | ------ | --- | ----------------------------------- |
|     | Gyermekház Iskola                                                                                              | 1134 Budapest, Váci út 57-61.            |             |                              |             |        | |                                     |
|     | Tomori Pál Általános Iskola                                                                                    | 1131 Budapest, Tomori u. 2.              |             |                              | modern      |        | |                                     |
|     | Vizafogó Általános Iskola                                                                                      | 1138 Budapest, Vizafogó stny.            |             |                              | modern      |        | |                                     |
|     | Budapest XIII. Kerületi Herman Ottó Általános Iskola                                                           | 1137 Budapest, Radnóti Miklós u. 35.     | 1959-1961   | M. Jutas Ágnes, Pintér Győző | modern      |        | |                                     |
|     | Fischer Annie Zeneiskola                                                                                       | 1136 Budapest, Hollán Ernő u. 21/b.      |             |                              | modern      |        | |                                     |
|     | Orchidea Magyar–Angol Két Tanítási Nyelvű Óvoda, Általános Iskola és Gimnázium                                 | 1139 Budapest, Hajdú u. 18-24.           |             |                              | modern      |        | |                                     |
|     | Szlovák Tanítási Nyelvű Óvoda, Általános Iskola, Gimnázium és Kollégium                                        | 1139 Budapest, Lomb u. 1-7.              |             |                              | modern      |        | |                                     |
|     | Számítástechnikai Általános Iskola                                                                             | 1138 Budapest, Gyöngyösi stny. 7.        |             |                              | modern      |        | |                                     |
|     | Oroszországi Föderáció Magyarországi Nagykövetség Mellett Működő Általános Iskola és Gimnázium                 | 1135 Budapest, Vágány utca 12-14.        |             |                              | modern      |        | |                                     |
|     | Boldog Adolf Kolping Katolikus Óvoda, Általános Iskola, Gimnázium, Sportgimnázium és Alapfokú Művészeti Iskola | 1134 Budapest, Huba u. 6.                |             |                              | historizáló |        | |                                     |
|     | Hegedüs Géza Általános Iskola                                                                                  | 1139 Budapest, Fiastyúk u. 47-49.        |             |                              | modern      |        | |                                     |
|     | Gárdonyi Géza Általános Iskola                                                                                 | 1137 Budapest, Radnóti Miklós utca 8-10. | 1895        | Barcza Elek                  | historizáló |        | |                                     |
|     | Eötvös József Általános Iskola                                                                                 | 1131 Budapest, Futár utca 18.            |             |                              | modern      |        | |                                     |
|     | Csata Utcai Általános Iskola                                                                                   | 1135 Budapest, Csata u. 20.              | 1910        | Baumhorn Lipót               | historizáló |        | Épült Bárczy István kislakás- és iskolaépítési programja keretében.                                                      |                                     |
|     | Prizma Általános Iskola és Óvoda, Egységes Gyógypedagógiai Módszertani Intézmény                               | 1134 Budapest, Váci út 57.               | 1909-1910   | Kauser József                | historizáló |        | Épült Bárczy István kislakás- és iskolaépítési programja keretében. Az épület homlokzata a közelmúltban fel lett újítva. |                                     |
|     | Pannónia Általános Iskola                                                                                      | 1133 Budapest, Tutaj u. 7-11.            | 1910        | Schulek János                | historizáló |        | Épült Bárczy István kislakás- és iskolaépítési programja keretében.                                                      |                                     |
|     | Hunyadi Mátyás Általános Iskola                                                                                | 1138 Budapest, Karikás Frigyes u. 3.     |             |                              | modern      |        | |                                     |
|     | Heuréka Általános Iskola                                                                                       | 1138 Budapest, Jakab József u. 13.       |             |                              | modern      |        | |                                     |
|     | Ének-zenei és Testnevelési Általános Iskola                                                                    | 1134 Budapest, Dózsa György út 136.      | 1909-1911   | Balázs Ernő                  | historizáló |        | Épült Bárczy István kislakás- és iskolaépítési programja keretében.                                                      |                                     |
|     | Németh László Gimnázium és Általános Iskola                                                                    | 1131 Budapest, Nővér u. 15-17.           |             |                              | modern      |        | |                                     |

### XIV. kerület
| Kép | Név | Cím                                          | Építési idő  | Tervező                                | Stílus               | Honlap | Megjegyzés                                                                                           | További képek a Wikimédia Commonson |
| --- | --- | -------------------------------------------- | ------------ | -------------------------------------- | -------------------- | ------ | --- | ----------------------------------- |
|     | Madách Tánc- és Színművészeti Szakgimnázium és Alapfokú Művészeti Iskola                                                                                  | 1149 Budapest, Angol u. 75.                  |              |                                        | historizáló          |        | |                                     |
|     | Zuglói Herman Ottó Tudásközpont Általános Iskola | 1149 Budapest, Egressy út 69.                | 1910-1912    | Sebestyén Artúr                        | magyaros szecessziós |        | Díszeitől megfoszott állapotban. Épült Bárczy István kislakás- és iskolaépítési programja keretében. |                                     |
|     | Hunyadi János Ének-zenei, Nyelvi Általános Iskola | 1148 Budapest, Wass Albert tér 12.           |              |                                        | historizáló          |        | |                                     |
|     | Zuglói Waldorf Általános Iskola és Alapfokú Művészeti Iskola                                                                                              | 1145 Budapest, Róna u. 177-179.              |              |                                        | modern               |        | |                                     |
|     | Zuglói Hajós Alfréd Magyar-Német Két Tanítási Nyelvű Általános Iskola                                                                                     | 1142 Budapest, Ungvár u. 36.                 |              |                                        | modern               |        | |                                     |
|     | Zuglói Benedek Elek Óvoda, Általános Iskola, Egységes Gyógypedagógiai Módszertani Intézmény                                                               | 1141 Budapest, Álmos vezér útja 46.          |              |                                        | modern               |        | |                                     |
|     | Városligeti Magyar-Angol Két Tanítási Nyelvű Általános Iskola                                                                                             | 1146 Budapest, Hermina út 9.                 | 1901-1902    | Baumgarten Sándor és Herczegh Zsigmond | magyaros szecessziós |        | Az épület másik részében a Teleki Blanka Gimnázium működik.                                          |                                     |
|     | Vakok Óvodája, Általános Iskolája, Szakiskolája, Készségfejlesztő Iskolája, Egységes Gyógypedagógiai Módszertani Intézménye, Kollégiuma és Gyermekotthona | 1146 Budapest, Ajtósi Dürer sor 39.          | 1900-1901    | Baumgarten Sándor és Herczegh Zsigmond | magyaros szecessziós |        | |                                     |
|     | Zuglói Széchenyi István Általános Iskola | 1147 Budapest, Telepes u. 32.                | 1909-1910    | Láczai-Fritz Oszkár                    | magyaros szecessziós |        | Épült Bárczy István kislakás- és iskolaépítési programja keretében.                                  |                                     |
|     | Németh Imre Általános Iskola | 1148 Budapest, Lengyel u. 23.                |              |                                        | modern               |        | |                                     |
|     | Zuglói Munkácsy Mihály Általános Iskola és Alapfokú Művészeti Iskola                                                                                      | 1142 Budapest, Csáktornya park 1.            |              |                                        | modern               |        | |                                     |
|     | Mozgásjavító Általános Iskola, Szakközépiskola, Egységes Gyógypedagógiai Módszertani Intézmény és Diákotthon                                              | 1145 Budapest, Mexikói út 60.                | 1905-1908    | Lajta Béla                             | népies szecessziós   |        | |                                     |
|     | Móra Ferenc Általános Iskola | 1142 Budapest, Ida utca 108-110.             |              |                                        | modern               |        | |                                     |
|     | Liszt Ferenc Általános Iskola | 1146 Budapest, Hermina út 23.                | 1910         | Barcza Elek                            | historizáló          |        | Épült Bárczy István kislakás- és iskolaépítési programja keretében.                                  |                                     |
|     | Kaffka Margit Általános Iskola | 1148 Budapest, Kaffka Margit köz 2.          |              |                                        | modern               |        | |                                     |
|     | Budapest Táncművészeti Stúdió Általános Iskola, Alapfokú Művészeti Iskola És Szakgimnázium                                                                | 1147 Budapest, Miskolci u. 141.              |              |                                        | modern               |        | |                                     |
|     | Jókai Mór Általános Iskola | 1145 Budapest, Erzsébet királyné útja 35-37. | 1958         |                                        | modern               |        | |                                     |
|     | Horvát Óvoda, Általános Iskola, Gimnázium és Kollégium | 1144 Budapest, Kántorné stny. 1-5.           |              |                                        | modern               |        | |                                     |
|     | Zuglói Heltai Gáspár Általános Iskola | 1148 Budapest, Padlizsán u. 11-13.           |              |                                        | modern               |        | |                                     |
|     | Hallássérültek Óvodája, Általános Iskolája, Szakiskolája, Egységes Gyógypedagógiai Módszertani Intézménye és Kollégiuma                                   | 1147 Budapest, Cinkotai út 125-137.          |              |                                        | modern               |        | |                                     |
|     | Gyengénlátók Általános Iskolája, Egységes Gyógypedagógiai Módszertani Intézménye és Kollégiuma                                                            | 1147 Budapest, Miskolci u. 77.               |              |                                        | modern               |        | |                                     |
|     | ELTE Radnóti Miklós Gyakorlóiskola | 1146 Budapest, Cházár András utca 10.        | 1913-1931    | Lajta Béla, Hegedűs Ármin, Böhm Henrik | art déco             |        | Lajta halála után Hegedűs és Böhm fejezték be az épületet.                                           |                                     |
|     | Dr. Török Béla Óvoda, Általános Iskola, Szakiskola, Készségfejlesztő Iskola, Egységes Gyógypedagógiai Módszertani Intézmény és Kollégium                  | 1142 Budapest, Rákospatak u. 101.            | 1965         | Zalaváry Lajos                         | modern               |        | |                                     |
|     | Dr. Mező Ferenc Általános Iskola | 1144 Budapest, Ond vezér park 5.             |              |                                        | modern               |        | |                                     |
|     | Csanádi Árpád Sportiskola, Általános Iskola és Gimnázium                                                                                                  | 1143 Budapest, Őrnagy u. 5.                  | 1906         | Hönig Dezső                            | magyaros szecessziós |        | |                                     |
|     | Budapesti Zsidó Hitközség Scheiber Sándor Gimnázium, Általános Iskola és Kollégium                                                                        | 1145 Budapest, Laky Adolf u. 38-40.          |              |                                        | modern               |        | |                                     |
|     | Zuglói Arany János Általános Iskola és Alapfokú Művészeti Iskola                                                                                          | 1145 Budapest, Újvidék tér 3.                | 1950-es évek |                                        | modern               |        | |                                     |
|     | Álmos Vezér Gimnázium és Általános Iskola | 1144 Budapest, Álmos vezér tere 9.           | 1897         |                                        | historizáló          |        | |                                     |

### XV. kerület
| Kép | Név | Cím                                  | Építési idő | Tervező | Stílus      | Honlap | Megjegyzés | További képek a Wikimédia Commonson |
| --- | --- | ------------------------------------ | ----------- | ------- | ----------- | ------ | ---------- | ----------------------------------- |
|     | Károly Róbert Általános Iskola | 1151 Budapest, Bogáncs utca 51–53.   |             |         | modern      |        |            |                                     |
|     | Magyar-Kínai Két Tanítási Nyelvű Általános Iskola és Gimnázium                                                                             | 1158 Budapest, Neptun utca 57.       |             |         | modern      |        |            |                                     |
|     | Rákospalotai Meixner Általános Iskola és Alapfokú Művészeti Iskola                                                                         | 1155 Budapest, Tóth István utca 100. |             |         | historizáló |        |            |                                     |
|     | Szent Korona Általános Iskola és Óvoda | 1155 Budapest, Szent Korona út 5.    |             |         | modern      |        |            |                                     |
|     | Salkaházi Sára Katolikus Általános Iskola, Szakközépiskola, Szakiskola, Készségfejlesztő Iskola és Fejlesztő Nevelés-Oktatást Végző Iskola | 1156 Budapest, Pattogós utca 6–8.    |             |         | modern      |        |            |                                     |
|     | Pestújhelyi Általános Iskola | 1158 Budapest, Pestújhelyi út 38.    |             |         | modern      |        |            |                                     |
|     | László Gyula Gimnázium és Általános Iskola                                                                                                 | 1157 Budapest, Kavicsos köz 4.       |             |         | modern      |        |            |                                     |
|     | Budapest XV. kerületi Kossuth Lajos Általános Iskola                                                                                       | 1151 Budapest, Kossuth u. 53.        |             |         | modern      |        |            |                                     |
|     | Kontyfa Általános Iskola és Gimnázium | 1156 Budapest, Kontyfa utca 5.       |             |         | modern      |        |            |                                     |
|     | Kolozsvár Utcai Általános Iskola | 1155 Budapest, Kolozsvár u. 1.       |             |         | modern      |        |            |                                     |
|     | Hartyán Általános Iskola | 1157 Budapest, Hartyán köz 2-4.      |             |         | modern      |        |            |                                     |
|     | Czabán Általános Iskola | 1152 Budapest, Széchenyi tér 13.     |             |         | modern      |        |            |                                     |

### XVI. kerület
| Kép | Név                                                                                      | Cím                                   | Építési idő | Tervező      | Stílus               | Honlap | Megjegyzés | További képek a Wikimédia Commonson |
| --- | ---------------------------------------------------------------------------------------- | ------------------------------------- | ----------- | ------------ | -------------------- | ------ | ---------- | ----------------------------------- |
|     | Károly Róbert Kereskedelmi Szakközépiskola, Általános Iskola és Óvoda                    | 1162 Budapest, Hermina út 54.         |             |              | modern               |        |            |                                     |
|     | Göllesz Viktor Óvoda, Általános Iskola és Egységes Gyógypedagógiai Módszertani Intézmény | 1164 Budapest, Szabadföld út 7.       |             |              | modern               |        |            |                                     |
|     | Sashalmi Waldorf Általános Iskola és Alapfokú Művészeti Iskola                           | 1163 Budapest, Thököly út 13.         |             |              | modern               |        |            |                                     |
|     | Müller György Óvoda és Általános Iskola                                                  | 1165 Budapest, Újszász u. 47/a.       |             |              | modern               |        |            |                                     |
|     | Budapest XVI. Kerületi Herman Ottó Általános Iskola                                      | 1161 Budapest, Regele János u. 43-45. |             |              | modern               |        |            |                                     |
|     | Új Suli Alapítványi Általános Iskola                                                     | 1165 Budapest, Baross Gábor u. 38.    |             |              | modern               |        |            |                                     |
|     | Néri Szent Fülöp Katolikus Általános Iskola                                              | 1161 Budapest, Béla u.                | 1907        | Szabó József | magyaros szecessziós |        |            |                                     |
|     | Budapest XVI. Kerületi Táncsics Mihály Általános Iskola és Gimnázium                     | 1165 Budapest, Táncsics u. 7.         |             |              | modern               |        |            |                                     |
|     | Szent-Györgyi Albert Általános Iskola                                                    | 1161 Budapest, Csömöri út 20.         |             |              | modern               |        |            |                                     |
|     | Sashalmi Tanoda Általános Iskola                                                         | 1163 Budapest, Metró u. 3-7.          |             |              | modern               |        |            |                                     |
|     | Budapest XVI. Kerületi Móra Ferenc Általános Iskola                                      | 1162 Budapest, Ida u. 108-110.        |             |              | modern               |        |            |                                     |
|     | Lemhényi Dezső Általános Iskola                                                          | 1163 Budapest, Hősök fasora 30.       |             |              | modern               |        |            |                                     |
|     | Budapest XVI. Kerületi Kölcsey Ferenc Általános Iskola                                   | 1161 Budapest, Hősök tere 1.          |             |              | historizáló          |        |            |                                     |
|     | Budapest XVI. Kerületi Jókai Mór Általános Iskola                                        | 1163 Budapest, Tiszakömlő u. 29-35.   |             |              | modern               |        |            |                                     |
|     | Centenáriumi Általános Iskola és Szakiskola                                              | 1165 Budapest, Sasvár u. 101.         |             |              | modern               |        |            |                                     |
|     | Batthyány Ilona Általános Iskola                                                         | 1164 Budapest, Georgina u. 23.        |             |              | modern               |        |            |                                     |
|     | Budapest XVI. Kerületi Arany János Általános Iskola                                      | 1162 Budapest, Bekecs u. 78.          |             |              | modern               |        |            |                                     |

### XVII. kerület
| Kép | Név | Cím                                  | Építési idő | Tervező | Stílus | Honlap | Megjegyzés | További képek a Wikimédia Commonson |
| --- | --- | ------------------------------------ | ----------- | ------- | ------ | ------ | ---------- | ----------------------------------- |
|     | Budapest XVII. Kerületi Gregor József Általános Iskola                                                        | 1172 Budapest, Hősök tere 19–20.     |             |         | modern |        |            |                                     |
|     | Budapest XVII. Kerületi Kossuth Lajos Általános Iskola                                                        | 1171 Budapest, Erzsébet körút 56.    |             |         | modern |        |            |                                     |
|     | Budapest XVII. Kerületi Kőrösi Csoma Sándor Általános Iskola és Gimnázium                                     | 1143 Budapest, Akácvirág utca 43.    |             |         | modern |        |            |                                     |
|     | Budapest XVII. Kerületi Zrínyi Miklós Általános Iskola                                                        | 1171 Budapest, Sisakos sáska utca 3. |             |         | modern |        |            |                                     |
|     | Czimra Gyula Általános Iskola                                                                                 | 1174 Budapest, Kép utca 14.          |             |         | modern |        |            |                                     |
|     | Diadal Úti Általános Iskola                                                                                   | 1172 Budapest, Diadal utca 43–49.    |             |         | modern |        |            |                                     |
|     | Gyurkovics Tibor Óvoda, Általános Iskola és Egységes Gyógypedagógiai Módszertani Intézmény                    | 1172 Budapest, Naplás út 60.         |             |         | modern |        |            |                                     |
|     | Pál Apostol Katolikus Óvoda, Általános Iskola és Gimnázium                                                    | 1173 Budapest, Pesti út 84.          |             |         | modern |        |            |                                     |
|     | Podmaniczky János Evangélikus Óvoda és Általános Iskola                                                       | 1173 Budapest, Ferihegyi út 115.     |             |         | modern |        |            |                                     |
|     | Rákoscsabai Baptista Gyülekezet Virágoskert Gyógypedagógiai Intézmény Fejlesztő Nevelés-oktatást Végző Iskola | 1173 Budapest, Újlak utca 106.       |             |         | modern |        |            |                                     |
|     | Rákoscsabai Jókai Mór Református Általános Iskola                                                             | 1171 Budapest, Szánthó Géza utca 60. |             |         | modern |        |            |                                     |
|     | Szabadság Sugárúti Általános Iskola                                                                           | 1171 Budapest, Szabadság sugárút 32. |             |         | modern |        |            |                                     |
|     | Újlak Utcai Általános, Német Nemzetiségi és Magyar-Angol Két Tanítási Nyelvű Iskola                           | 1173 Budapest, Újlak utca 110.       |             |         | modern |        |            |                                     |

### XVIII. kerület
| Kép | Név | Cím                                       | Építési idő | Tervező                                | Stílus               | Honlap | Megjegyzés                                                                      | További képek a Wikimédia Commonson |
| --- | --- | ----------------------------------------- | ----------- | -------------------------------------- | -------------------- | ------ | ------------------------------------------------------------------------------- | ----------------------------------- |
|     | Dohnányi Ernő Alapfokú Művészeti Iskola                                                                             | 1183 Budapest, Gyöngyvirág u. 7.          |             |                                        | historizáló          |        |                                                                                 |                                     |
|     | SOFI Óvoda, Általános Iskola, Szakiskola, Készségfejlesztő Iskola és Egységes Gyógypedagógiai Módszertani Intézmény | 1181 Budapest, Kondor Béla stny. 4.       |             |                                        | modern               |        |                                                                                 |                                     |
|     | Wesley Kincsei Általános Iskola És Gimnázium                                                                        | 1188 Budapest, Podhorszky u. 51-55.       |             |                                        | modern               |        |                                                                                 |                                     |
|     | Vörösmarty Mihály Ének-Zenei Nyelvi Általános Iskola és Gimnázium Eötvös Loránd Tudományegyetem Gyakorlóhelye       | 1181 Budapest, Vörösmarty Mihály u. 64.   |             |                                        | modern               |        |                                                                                 |                                     |
|     | Vajk-sziget Általános Iskola                                                                                        | 1183 Budapest, Vajk u. 16.                |             |                                        | modern               |        |                                                                                 |                                     |
|     | Budapest XVIII. Kerületi Táncsics Német Nemzetiségi Általános Iskola                                                | 1188 Budapest, Táncsics Mihály u. 53.     |             |                                        | modern               |        |                                                                                 |                                     |
|     | Szent Lőrinc Katolikus Általános Iskola                                                                             | 1183 Budapest, Gyöngyvirág u. 41.         |             |                                        | historizáló          |        |                                                                                 |                                     |
|     | Szenczi Molnár Albert Református Általános Iskola                                                                   | 1188 Budapest, Nagykőrösi út 55-57.       |             |                                        | modern               |        |                                                                                 |                                     |
|     | Pitagorasz Általános Iskola                                                                                         | 1185 Budapest, Bajcsy Zsilinszky utca 74. |             |                                        | modern               |        |                                                                                 |                                     |
|     | Pestszentlőrinci Német Nemzetiségi Általános Iskola                                                                 | 1184 Budapest, Üllői út 380-382.          |             |                                        | historizáló          |        |                                                                                 |                                     |
|     | Kondor Béla Általános Iskola                                                                                        | 1181 Budapest, Kondor Béla stny. 7.       |             |                                        | modern               |        |                                                                                 |                                     |
|     | Kastélydombi Általános Iskola                                                                                       | 1188 Budapest, Nemes u. 56-60.            |             |                                        | modern               |        |                                                                                 |                                     |
|     | Kassa Utcai Általános Iskola                                                                                        | 1185 Budapest, Kassa u. 175.              |             |                                        | modern               |        |                                                                                 |                                     |
|     | Kapocs Magyar-Angol Két Tannyelvű Általános Iskola                                                                  | 1188 Budapest, Kapocs u. 56.              |             |                                        | modern               |        |                                                                                 |                                     |
|     | Kandó Téri Általános Iskola                                                                                         | 1182 Budapest, Kandó tér 1.               |             |                                        | modern               |        |                                                                                 |                                     |
|     | Gulner Gyula Általános Iskola                                                                                       | 1183 Budapest, Gulner Gyula u. 2.         | 1927        | Létay András                           | újhistorizáló        |        |                                                                                 |                                     |
|     | Eötvös Loránd Általános Iskola és Magyar-Angol Két Tanítási Nyelvű Általános Iskola                                 | 1184 Budapest, Lakatos út 30.             |             |                                        | modern               |        |                                                                                 |                                     |
|     | Darus Utcai Magyar-Német Két Tannyelvű Általános Iskola                                                             | 1181 Budapest, Darus u. 3.                |             |                                        | modern               |        |                                                                                 |                                     |
|     | Csontváry Kosztka Tivadar Általános Iskola                                                                          | 1181 Budapest, Kondor Béla stny. 10.      |             |                                        | modern               |        |                                                                                 |                                     |
|     | Brassó Utcai Általános Iskola                                                                                       | 1182 Budapest, Brassó u. 1.               |             |                                        | modern               |        |                                                                                 |                                     |
|     | Bókay Árpád Általános Iskola                                                                                        | 1181 Budapest, Wlassics Gyula u. 69.      | 1901-1903   | Baumgarten Sándor és Herczegh Zsigmond | magyaros szecessziós |        |                                                                                 |                                     |
|     | Sztehlo Gábor Evangélikus Óvoda, Általános Iskola és Gimnázium                                                      | 1183 Budapest, Kossuth tér 2.             | 1926-1927   | Jánszky Béla és Szivessy Tibor         | art déco             |        | Korábban az épületben működött a Hunyadi Mátyás Gimnázium. (2011-ben megszűnt.) |                                     |
|     | Pestszentimrei Ady Endre Általános Iskola                                                                           | 1188 Budapest, Ady Endre u. 46.           |             |                                        | modern               |        |                                                                                 |                                     |
|     | Gloriett Sportiskolai Általános Iskola                                                                              | 1186 Budapest, Tövishát u. 8.             |             |                                        | modern               |        |                                                                                 |                                     |

### XIX. kerület
| Kép | Név                                                                                   | Cím                                | Építési idő | Tervező                 | Stílus               | Honlap | Megjegyzés                      | További képek a Wikimédia Commonson |
| --- | ------------------------------------------------------------------------------------- | ---------------------------------- | ----------- | ----------------------- | -------------------- | ------ | ------------------------------- | ----------------------------------- |
|     | Vass Lajos Általános Iskola                                                           | 1193 Budapest, Csokonai u. 9.      |             |                         | modern               |        |                                 |                                     |
|     | Reménység Katolikus Általános Iskola                                                  | 1196 Budapest, Petőfi u. 56.       |             |                         | modern               |        |                                 |                                     |
|     | Pannónia Általános Iskola                                                             | 1192 Budapest, Pannónia út 12.     | 1911        |                         | népies szecessziós   |        | Volt Wekerletelepi I. iskola.   |                                     |
|     | Móra Ferenc Óvoda, Általános Iskola és Egységes Gyógypedagógiai Módszertani Intézmény | 1193 Budapest, Irányi Dániel u. 2. |             |                         | modern               |        |                                 |                                     |
|     | Kispesti Kós Károly Általános Iskola                                                  | 1192 Budapest, Hungária út 28.     | 1914        |                         | népies szecessziós   |        | Volt Wekerletelepi III. iskola. |                                     |
|     | Kispesti Waldorf Óvoda, Általános Iskola, Alapfokú Művészeti Iskola és Gimnázium      | 1193 Budapest, Vécsey u. 9-13.     |             |                         | historizáló          |        |                                 |                                     |
|     | Karácsony Sándor Rózsatéri Református Általános Iskola és Óvoda                       | 1194 Budapest, Kisviola u. 44.     |             |                         | népies szecessziós   |        |                                 |                                     |
|     | Gábor Áron Általános Iskola                                                           | 1196 Budapest, Nádasdy utca 98.    |             |                         | historizáló          |        |                                 |                                     |
|     | Felnőttek Kispesti Iskolája Általános Iskola és Gimnázium                             | 1191 Budapest, Berzsenyi u. 8.     |             |                         | modern               |        |                                 |                                     |
|     | Kispesti Erkel Ferenc Általános Iskola                                                | 1192 Budapest, Hungária út 11.     | 1911        |                         | népies szecessziós   |        | Volt Wekerletelepi II. iskola.  |                                     |
|     | Kispesti Eötvös József Általános Iskola                                               | 1191 Budapest, Eötvös u. 13.       |             |                         | modern               |        |                                 |                                     |
|     | Hungária Általános Iskola és Kollégium                                                | 1192 Budapest, Hungária út 36.     | 1914        | Vásárhelyi Dezső        | magyaros szecessziós |        | Volt Wekerletelepi IV. iskola.  |                                     |
|     | Kispesti Bolyai János Általános Iskola                                                | 1195 Budapest Árpád u. 14.         |             |                         | modern               |        |                                 |                                     |
|     | Puskás Ferenc Általános Iskola                                                        | 1191 Budapest, Berzsenyi u. 8.     | 1979 ?      |                         | modern               |        |                                 |                                     |
|     | Budapest-Kispest-Központi Református Egyházközség Ady Endre Általános Iskolája        | 1196 Budapest, Ady Endre út 73-75. | 1912-1913   | Barát Béla és Novák Ede | népies szecessziós   |        |                                 |                                     |

### XX. kerület
| Kép | Név                                                                                              | Cím                                          | Építési idő | Tervező               | Stílus                   | Honlap | Megjegyzés | További képek a Wikimédia Commonson |
| --- | ------------------------------------------------------------------------------------------------ | -------------------------------------------- | ----------- | --------------------- | ------------------------ | ------ | ---------- | ----------------------------------- |
|     | Budapesti Montessori Általános Iskola és Gimnázium                                               | 1203 Budapest, Kálmán u. 15.                 |             |                       | modern                   |        |            |                                     |
|     | Szivárvány Baptista Általános Iskola, Gimnázium és Szakképző Iskola                              | 1204 Budapest, Pöltenberg u. 8/b.            |             |                       | modern                   |        |            |                                     |
|     | Zrínyi Miklós Általános Iskola                                                                   | 1205 Budapest, Mártírok útja 47.             |             |                       | modern                   |        |            |                                     |
|     | Vörösmarty Mihály Református Általános Iskola                                                    | 1201 Budapest, Vörösmarty u. 128.            |             |                       | modern                   |        |            |                                     |
|     | Tátra Téri Általános Iskola                                                                      | 1204 Budapest, Tátra tér 1.                  |             |                       | modern                   |        |            |                                     |
|     | Gyulai István Sportiskolai Általános Iskola                                                      | 1202 Budapest, Mártírok útja 205.            |             |                       | modern                   |        |            |                                     |
|     | Nagy László Általános Iskola és Gimnázium                                                        | 1203 Budapest, János u. 4.                   |             |                       | modern                   |        |            |                                     |
|     | Lázár Vilmos Általános Iskola                                                                    | 1202 Budapest, Lázár u. 20.                  | 1916        | Kismarty-Lechner Jenő | pártázatos neoreneszánsz |        |            |                                     |
|     | József Attila Katolikus Nyelvoktató Német Nemzetiségi Általános Iskola                           | 1201 Budapest, Attila u. 25-27.              |             |                       | modern                   |        |            |                                     |
|     | Hajós Alfréd Általános Iskola                                                                    | 1203 Budapest, Lajtha László utca 5-7.       |             |                       | modern                   |        |            |                                     |
|     | Benedek Elek Egységes Gyógypedagógiai Módszertani Intézmény, Óvoda, Általános Iskola, Szakiskola | 1201 Budapest, Magyarok Nagyasszonya tér 22. |             |                       | modern                   |        |            |                                     |
|     | XX. Kerületi Ady Endre Általános Iskola                                                          | 1204 Budapest, Ady Endre u. 98.              | 1986        |                       | modern                   |        |            |                                     |

### XXI. kerület
| Kép | Név | Cím                                           | Építési idő | Tervező | Stílus | Honlap | Megjegyzés | További képek a Wikimédia Commonson |
| --- | --- | --------------------------------------------- | ----------- | ------- | ------ | ------ | ---------- | ----------------------------------- |
|     | Szabóky Adolf Általános és Szakképző Iskola                                                                   | 1211 Budapest, Transzformátorgyár utca 7.     |             |         | modern |        |            |                                     |
|     | Vermes Miklós Általános Iskola                                                                                | 1214 Budapest, Tejút u. 12.                   |             |         | modern |        |            |                                     |
|     | Szárcsa Általános Iskola                                                                                      | 1213 Budapest, Szárcsa u. 9-11.               |             |         | modern |        |            |                                     |
|     | Budapest XXI. Kerületi Móra Ferenc Általános Iskola                                                           | 1214 Budapest, Tejút utca 10.                 |             |         | modern |        |            |                                     |
|     | Mészáros Jenő Speciális Általános Iskola                                                                      | 1215 Budapest, Ív u. 8-12.                    |             |         | modern |        |            |                                     |
|     | Budapest XXI. Kerületi Mátyás Király Általános Iskola                                                         | 1212 Budapest, Kolozsvári utca 61-65.         |             |         | modern |        |            |                                     |
|     | Budapest XXI. Kerületi Kölcsey Ferenc Általános Iskola                                                        | 1214 Budapest, Iskola tér 45.                 |             |         | modern |        |            |                                     |
|     | Budapest XXI. Kerületi Arany János Általános Iskola                                                           | 1213 Budapest, Szent László u. 84.            |             |         | modern |        |            |                                     |
|     | Kazinczy Ferenc Értékközvetítő és Képességfejlesztő Általános Iskola                                          | 1215 Budapest, Vágóhíd u. 68.                 |             |         | modern |        |            |                                     |
|     | Budapest XXI. Kerületi Eötvös József Általános Iskola                                                         | 1213 Budapest, Szent István út 232.           |             |         | modern |        |            |                                     |
|     | Egressy Béni Alapfokú Művészetoktatási Intézmény, Ének-Zene Általános Iskola és Zeneművészeti Szakközépiskola | 1215 Budapest, Csete Balázs u. 6-8.           |             |         | modern |        |            |                                     |
|     | Szabóky Adolf Általános és Szakképző Iskola                                                                   | 1211 Budapest, Transzformátorgyár u. 7.       |             |         | modern |        |            |                                     |
|     | Burattino Általános és Középiskola, Gyermekotthon                                                             | 1212 Budapest, Táncsics Mihály u. 27-29.      |             |         | modern |        |            |                                     |
|     | Karácsony Sándor Általános Iskola                                                                             | 1211 Budapest, II. Rákóczi Ferenc út 106-108. |             |         | modern |        |            |                                     |
|     | Herman Ottó Általános Iskola                                                                                  | 1214 Budapest, Dr. Koncz János tér 1.         |             |         | modern |        |            |                                     |
|     | Széchenyi István Általános és Kéttannyelvű Általános Iskola                                                   | 1212 Budapest, Széchenyi utca 93.             |             |         | modern |        |            |                                     |
|     | Katona József Általános Iskola                                                                                | 1215 Budapest, Katona József u. 60.           |             |         | modern |        |            |                                     |
|     | Budapest XX. Kerületi Lajtha László Általános Iskola                                                          | 1215 Budapest, Csete Balázs u. 1-11.          |             |         | modern |        |            |                                     |
|     | Nagy Imre Általános Iskola És Alapfokú Művészeti Iskola                                                       | 1214 Budapest, Simon Bolivar stny. 4-8.       |             |         | modern |        |            |                                     |

### XXII. kerület
| Kép | Név | Cím                                   | Építési idő | Tervező | Stílus      | Honlap | Megjegyzés                             | További képek a Wikimédia Commonson |
| --- | --- | ------------------------------------- | ----------- | ------- | ----------- | ------ | -------------------------------------- | ----------------------------------- |
|     | Árpád utcai Általános és Német Nemzetiségi Iskola                                                         | 1222 Budapest, Árpád utca 2.          |             |         | modern      |        |                                        |                                     |
|     | Budafoki Herman Ottó Általános Iskola                                                                     | 1222 Budapest, Pannónia utca 50.      |             |         | modern      |        |                                        |                                     |
|     | Budafoki Kossuth Lajos Magyar - Angol Két Tanítási Nyelvű Általános Iskola                                | 1221 Budapest, Kossuth Lajos utca 22. |             |         | historizáló |        |                                        |                                     |
|     | Budafok - Tétényi Baross Gábor Általános Iskola                                                           | 1224 Budapest, Dózsa György út 84–94. |             |         | modern      |        |                                        |                                     |
|     | Budafok - Tétényi Nádasdy Kálmán Alapfokú Művészeti Iskola és Általános Iskola                            | 1221 Budapest, Szent István tér 1.    |             |         | modern      |        |                                        |                                     |
|     | Budapest XXII. Kerületi Bartók Béla Magyar - Angol Két Tanítási Nyelvű Általános Iskola                   | 1225 Budapest, Bartók Béla út 6.      |             |         | modern      |        |                                        |                                     |
|     | Budatétényi Kozmutza Flóra Általános Iskola, Szakiskola és Egységes Gyógypedagógiai Módszertani Intézmény | 1223 Budapest, Kápolna utca 2–4.      |             |         | modern      |        |                                        |                                     |
|     | Gádor Általános Iskola                                                                                    | 1222 Budapest, Gádor utca 101–105.    |             |         | modern      |        |                                        |                                     |
|     | Hugonnai Vilma Általános Iskola                                                                           | 1225 Budapest, Nagytétényi út 291.    |             |         | modern      |        |                                        |                                     |
|     | Kolonics György Általános Iskola és Köznevelési Sportiskola                                               | 1221 Budapest, Tompa utca 2–4.        |             |         | modern      |        | 2008-ig Hajós Alfréd Általános Iskola. |                                     |
|     | Rózsakerti Demjén István Református Általános Iskola És Gimnázium                                         | 1223 Budapest, Rákóczi út 16.         |             |         | modern      |        |                                        |                                     |

### XXIII. kerület
| Kép | Név                                                                     | Cím                                        | Építési idő | Tervező           | Stílus               | Honlap | Megjegyzés | További képek a Wikimédia Commonson |
| --- | ----------------------------------------------------------------------- | ------------------------------------------ | ----------- | ----------------- | -------------------- | ------ | ---------- | ----------------------------------- |
|     | Budapest XXIII. Kerületi Fekete István Általános Iskola                 | 1237 Budapest, Nyír utca 22.               |             |                   | modern               |        |            |                                     |
|     | Budapest XXIII. Kerületi Galambos János Zenei Alapfokú Művészeti Iskola | 1239 Budapest, Grassalkovich út 169.       | 1896-1899   | Neuschloss Kornél | historizáló          |        |            |                                     |
|     | Budapest XXIII. Kerületi Grassalkovich Antal Általános Iskola           | 1239 Budapest, Hősök tere 18–20.           |             |                   | modern               |        |            |                                     |
|     | Budapest XXIII. Kerületi Mikszáth Kálmán Általános Iskola               | 1239 Budapest, Sodronyos utca 28.          |             |                   | modern               |        |            |                                     |
|     | Budapest XXIII. Kerületi Páneurópa Általános Iskola                     | 1238 Budapest, Táncsics Mihály utca 25–33. |             |                   | historizáló / modern |        |            |                                     |
|     | Budapest XXIII. Kerületi Török Flóris Általános Iskola                  | 1237 Budapest, Dinnyehegyi köz 2.          |             |                   | modern               |        |            |                                     |

## Egyéb hivatkozások
- https://library.hungaricana.hu/en/view/BFLV_LAL_03-1_bp-i_iskolak/?pg=0&layout=s
- https://library.hungaricana.hu/en/view/BFLV_LAL_03-2_bp-i_iskolak_2/?pg=0&layout=s